# Edward Kynaston
Edward Kynaston (1640 - 1706) was een gevierd Engels acteur in de theaters van de Restoration in Londen. Totdat koning Karel II van Engeland anders bepaalde mochten vrouwenrollen alleen door mannen gespeeld worden, en Kynaston was een expert op dit gebied. Samuel Pepys bezocht verschillende van zijn voorstellingen en was - als iedereen in die tijd - wég van hem als "Desdemona".

## Trivia
De persoon van Kynaston wordt vormgegeven door acteur Billy Crudup in Stage Beauty, een film uit  2004 van regisseur Richard Eyre naar het toneelstuk Compleat Female Stage Beauty van Jeffrey Hatcher.